# ジョージア国立体育スポーツ教育大学
ジョージア国立体育スポーツ教育大学（ジョージアこくりつたいいくスポーツきょういくだいがく、グルジア語: საქართველოს ფიზიკური აღზრდისა და სპორტის სახელმწიფო სასწავლო უნივერსიტეტი、グルジア語ラテン翻字: Sakartvelos Pizikuri Aghzrdisa da Sportis Sakhelmtsipo Sastsavlo Universiteti、英語: Georgian State Teaching University of Physical Education and Sport）は、ジョージアのトビリシにある教育大学。

## 沿革
1938年、独立した高等教育機関「ジョージア国立体育学院」として設立。1994に研究機関として国の承認を受ける。2007年にイリア国立大学配下に吸収。
2013年3月28日、ジョージア政府はスポーツの高等教育機関を再設立することを決定し、2014年5月19日に「ジョージア国立体育スポーツ教育大学」として再び開学した。当初は5年間の期限付きであったが、後に正式な大学として認定された。

## 学部
- 物理医学
- リハビリテーション